# Istenszülő születése templom (Alsógáld)
Az alsógáldi Istenszülő születése templom műemlék Romániában, Fehér megyében. A romániai műemlékek jegyzékében az AB-II-m-A-00219 sorszámon szerepel.